# Michael Flachmann
Michael Flachmann (3 novembre 1942 - 8 août 2013) est un acteur de théâtre américain, dramaturge et professeur d'art à la California State University (CSUB) depuis 1972 en tant que spécialiste de la littérature de Shakespeare et de la Renaissance.

## Biographie
En tant que professeur au CSUB de Bakersfield (Californie), Michael Flachmann forme des étudiants en art et les ouvre à Shakespeare, au théâtre et à la littérature.
Il est spécialisé dans les œuvres de Shakespeare. Pendant au moins 25 ans, il travaille comme dramaturge au Utah Shakespeare Festival, fondé en 1988. Sa famille rapporte qu'en 2013, pour une meilleure coordination, il a même placé son camping-car dans son programme « Camp Shakespeare » à l'occasion du 25e anniversaire du Festival .
Flachmann est aussi entraîneur de tennis et de judo. Pendant des années, il est entraîneur adjoint de l'équipe de tennis féminin CSUB.

## Récompenses
- En 1993, Michael Flachmann a reçu le CSU Outstanding Professor Award.
- Nommé professeur américain de l'année par la Carnegie Foundation en 1995.

## Principaux travaux publiés

### Shakespeare
- Libby Appel et Michael Flachmann, Shakespeare's Lovers: A Text for Performance and Analysis [« Les amoureux de Shakespeare : un texte pour la performance et l'analyse »], 1982.
- Libby Appel et Michael Flachmann, Shakespeare's Women: A Playscript for Performance and Analysis [« Les femmes de Shakespeare : un scénario de performance et d'analyse »], 1986.
- Michael Flachmann, Shakespeare, From Page to Stage: An Anthology of the Most Popular Plays and Sonnets [« Shakespeare, de la page à la scène : une anthologie des pièces et des sonnets les plus populaires »], 2006.
- Michael Flachmann, Shakespeare in Performance: Inside the Creative Process, 2011.

### Lecteurs de prose
- Kim et Michael Flachmann, The Brief Prose Reader: Essays for Thinking, Reading, and Writing [« Le bref lecteur de prose : essais de réflexion, de lecture et d'écriture »], 2002.
- Kim et Michael Flachmann, Prose Reader, 2012.
- Kim et Michael Flachmann, TFC Swatch Kit, 2012.
- Kim et Michael Flachmann, The Prose Reader: Essays for Thinking, Reading and Writing, MLA Update, 2017.
- Kim et Michael Flachmann, Revel for The Prose Reader: Essays for Thinking, Reading and Writing - Access Card, 2019.

### Nexus
- Kim Flachmann et Michael Flachmann, Nexus & Mycomplab New Sac, 23 décembre 2011.
- Kim Flachmann et Michael Flachmann, Nexus: A Rhetorical Reader for Writers, 11 janvier 2014.
- Kim Flachmann et Michael Flachmann, Accelerated Learning Workbook for Nexus: A Rhetorical Reader for Writers [« Manuel d'apprentissage accéléré pour Nexus: un lecteur rhétorique pour les écrivains »], 20 juillet 2014.

### Autres
- Michael Flachmann, Site Web compagnon - Flachmann, 30 septembre 2003.
- Sanner Garofalo Stephanie Chamberlain, Miranda Giles, Francois-Xavier Gleyzon, Becky Kemper, Chikako D.Mumamoto, Jean Reid Norman, John M. Sullivan et Michael Flachmann, Journal of the Wooden O Symposium, vol. 7, 1er janvier 2007.
- Kim Flachmann, Michael Flachmann1 et al., Reader's Choice: Essays and Stories, Canadian Edition [« Choix du lecteur: essais et histoires, édition canadienne »], 15 mai 2002[3].